# Змајево
Змајево (мађ. Ókér) је насеље у Војводини које припада општини Врбас. Према попису из 2022. било је 3456 становника.
Овде се налазе Железничка станица Змајево и ФК Обилић Змајево.

## Историја
Змајево се некада звало Кер. Први писани податак о овом имену потиче из 1267. године. Није поуздано тачно да ли је то име припадало само Змајеву. По неким изворима, тај назив је носило подручје Бачке, које се простирало на територији од Бача, па све до граница данашњег атара Змајева.
Село Кер је до 1317. године било дворско добро, а од те године је даровано неком властелину.
О пореклу имена »Кер« не постоје писани документи, али постоје две народне легенде које је сакупио Лазар Андрић, бивши учитељ:
| „ | Према једној, српско сточарско племе које је мигрирало Панонском низијом, одлучи да се настани на једноме месту и пошаље људе да га пронађу. Нађено и изабрано место било је у ритовима и густим жбуновима. Да би се лакше пронашло, требало га је на неки начин обележити. Одлучише да ископају дубоку јаму и да у њу убаце пса — кера, по чијем ће лавежу лако наћи место које су изабрали за стално насеље. Друга легенда каже да је на месту одређеном за стални боравак племена, прва принова била штенад племените кује. Пошто су сточари у оно време веома ценили псе, за успомену на прву принову, дали су селу име »Кер«. | ” |

Доле су наведена сва пређашња имена Змајева:
 Стари Кер, O-, Magy- или Gross Ker, Кер Стари, Oker, Бачка Добра, Пашићево, Змајево

## Демографија
У насељу Змајево живи 3428 пунолетних становника, а просечна старост становништва износи 39,2 година (37,3 код мушкараца и 41,1 код жена). У насељу има 1378 домаћинстава, а просечан број чланова по домаћинству је 3,16 (попис 2002).
Ово насеље је углавном насељено Србима (према попису из 2002. године), а у последња четири пописа, примећен је пад у броју становника.
|  |

| Демографија | Демографија | Демографија |
| Година      | Становника  | Становника  |
| ----------- | ----------- | ----------- |
| 1948.       | 4.717       |             |
| 1953.       | 4.583       |             |
| 1961.       | 5.212       |             |
| 1971.       | 4.859       |             |
| 1981.       | 4.773       |             |
| 1991.       | 4.548       | 4.438       |
| 2002.       | 4.361       | 4.495       |
| 2011.       | 3.926       |             |

| Етнички састав према попису из 2002.‍ | Етнички састав према попису из 2002.‍ | Етнички састав према попису из 2002.‍ | Етнички састав према попису из 2002.‍ | Етнички састав према попису из 2002.‍ |
| ------------------------------------ | ------------------------------------ | ------------------------------------ | ------------------------------------ | ------------------------------------ |
|                                      |                                      |                                      |                                      |                                      |
| Срби                                 | Срби                                 |                                      | 3.177                                | 72,85%                               |
| Црногорци                            | Црногорци                            |                                      | 435                                  | 9,97%                                |
| Мађари                               | Мађари                               |                                      | 306                                  | 7,01%                                |
| Украјинци                            | Украјинци                            |                                      | 98                                   | 2,24%                                |
| Роми                                 | Роми                                 |                                      | 61                                   | 1,39%                                |
| Југословени                          | Југословени                          |                                      | 42                                   | 0,96%                                |
| Албанци                              | Албанци                              |                                      | 32                                   | 0,73%                                |
| Хрвати                               | Хрвати                               |                                      | 27                                   | 0,61%                                |
| Словаци                              | Словаци                              |                                      | 26                                   | 0,59%                                |
| Македонци                            | Македонци                            |                                      | 15                                   | 0,34%                                |
| Русини                               | Русини                               |                                      | 4                                    | 0,09%                                |
| Муслимани                            | Муслимани                            |                                      | 3                                    | 0,06%                                |
| Буњевци                              | Буњевци                              |                                      | 2                                    | 0,04%                                |
| Бошњаци                              | Бошњаци                              |                                      | 2                                    | 0,04%                                |
| Чеси                                 | Чеси                                 |                                      | 1                                    | 0,02%                                |
| Власи                                | Власи                                |                                      | 1                                    | 0,02%                                |
| непознато                            | непознато                            |                                      | 0                                    | 0,0%                                 |

| Година пописа     | 1948. | 1953. | 1961. | 1971. | 1981. | 1991. | 2002. |
| ----------------- | ----- | ----- | ----- | ----- | ----- | ----- | ----- |
| Број домаћинстава | 1.173 | 1.224 | 1.483 | 1.423 | 1.459 | 1.423 | 1.378 |

| Број чланова      | 1   | 2   | 3   | 4   | 5   | 6  | 7  | 8 | 9 | 10 и више | Просек |
| ----------------- | --- | --- | --- | --- | --- | -- | -- | - | - | --------- | ------ |
| Број домаћинстава | 256 | 295 | 243 | 305 | 162 | 79 | 27 | 8 | 1 | 2         | 3,16   |

| Пол    | Укупно | Неожењен/Неудата | Ожењен/Удата | Удовац/Удовица | Разведен/Разведена | Непознато |
| ------ | ------ | ---------------- | ------------ | -------------- | ------------------ | --------- |
| Мушки  | 1.727  | 609              | 999          | 74             | 45                 | 0         |
| Женски | 1.897  | 439              | 994          | 379            | 85                 | 0         |
| УКУПНО | 3.624  | 1.048            | 1.993        | 453            | 130                | 0         |

| Пол    | Укупно                    | Пољопривреда, лов и шумарство | Рибарство                            | Вађење руде и камена | Прерађивачка индустрија       |
| ------ | ------------------------- | ----------------------------- | ------------------------------------ | -------------------- | ----------------------------- |
| Мушки  | 762                       | 207                           | 0                                    | 3                    | 182                           |
| Женски | 450                       | 61                            | 0                                    | 1                    | 111                           |
| УКУПНО | 1.212                     | 268                           | 0                                    | 4                    | 293                           |
| Пол    | Производња и снабдевање   | Грађевинарство                | Трговина                             | Хотели и ресторани   | Саобраћај, складиштење и везе |
| Мушки  | 12                        | 90                            | 66                                   | 11                   | 87                            |
| Женски | 3                         | 15                            | 72                                   | 17                   | 15                            |
| УКУПНО | 15                        | 105                           | 138                                  | 28                   | 102                           |
| Пол    | Финансијско посредовање   | Некретнине                    | Државна управа и одбрана             | Образовање           | Здравствени и социјални рад   |
| Мушки  | 1                         | 8                             | 26                                   | 9                    | 14                            |
| Женски | 9                         | 13                            | 11                                   | 35                   | 71                            |
| УКУПНО | 10                        | 21                            | 37                                   | 44                   | 85                            |
| Пол    | Остале услужне активности | Приватна домаћинства          | Екстериторијалне организације и тела | Непознато            | Непознато                     |
| Мушки  | 17                        | 1                             | 0                                    | 28                   | 28                            |
| Женски | 10                        | 1                             | 0                                    | 5                    | 5                             |
| УКУПНО | 27                        | 2                             | 0                                    | 33                   | 33                            |

## Галерија
| - Католичка црква - Апотека где се некад налазила евангелистичка црква - Евангелистичко гробље |